# Coleoidea
Sous-classe
Super-ordres de rang inférieur
- Division † Belemnoidea
- Division Neocoleoidea :
  - Decapodiformes
  - Octopodiformes

La sous-classe des Coleoidea, ou coléoïdes en français, fait partie de l'embranchement des mollusques et de la classe des céphalopodes marins.  Elle est apparue au Dévonien et elle est toujours actuelle. L'ordre des Belemnoidea est un groupe fossile important.

## Histoire évolutive

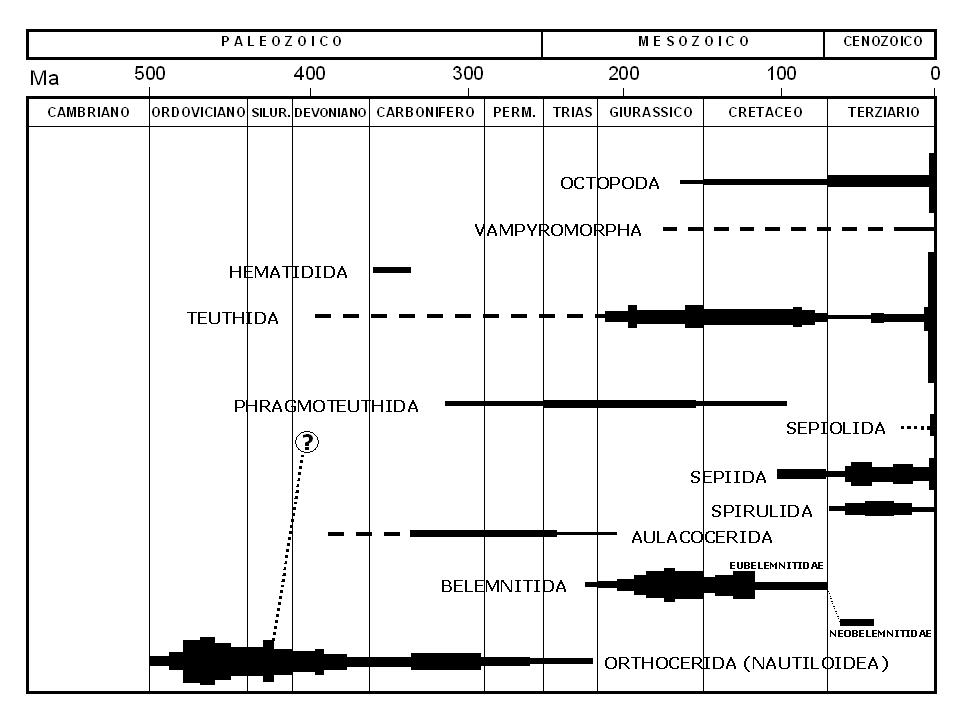
Histoire évolutive des céphalopodes

Le corps des Coléoïdes est essentiellement composé de parties molles. Les fossiles de corps de Coléoïdes sont donc très peu conservés. La plupart du temps, seuls les vestiges de la coquille des mollusques et les becs sont conservés, les espèces sont donc identifiées avec ces seuls fossiles. Les scientifiques tentent de déduire la forme de ces animaux en supposant que les formes sont semblables si les biotopes des formes fossiles et ceux des Coléoïdes actuels sont identiques.
L'histoire évolutive des Coléoïdes est très mal comprise en raison notamment du manque de fossiles, cependant en 2010 les recherches reposent aussi sur les analyses génétiques comme la phylogénie moléculaire. Plusieurs hypothèses sont discutées mais autant le taxon des Céphalopodes est jugé monophylétique par les scientifiques, autant les ordres qui composent les Coléoïdes sont soupçonnés d'être paraphylétiques. Les seuls dépôts où l'on trouve en abondance des fossiles bien conservés sont ceux d'Allemagne : Solnhofen, Holzmaden tous deux datés de 150 Ma, et celui de Hajoula au Liban daté de 100 Ma. Ces courts aperçus de l'histoire ne permettent pas de se faire une idée précise de l'évolution et les progrès dans la connaissance se feront surement par la génétiques, cependant il semble que les Coléoïdes se sont différenciés de leurs ancêtres mollusques avec la condensation des organes de la partie antéro-postérieure et un allongement de la partie dorso-ventrale. Le pied s'est modifié en un ensemble complexe de tentacules. Les organes des sens sont très développés, y compris les yeux, étonnamment semblables à ceux des vertébrés. La coquille a fortement régressé, devenant une fine structure interne, translucide voire transparente, la plume, qui soutient le manteau du calmar et sert de support de fixation des muscles.
Les plus anciens fossiles connus en 2010 sont datés du Mississippien, une sous-période du Carbonifère, il y a environ 330 MA. Certains fossiles du Dévonien pourrait être également des Coléoïdes, cependant des doutes subsistent.
Les fossiles du Carbonifère montrent déjà une grande diversité. Bien que les Bélemnites soient classiquement classées avec eux pour des raisons morphologiques évidentes, certains fossiles suggèrent que la différenciation entre ce groupe et les autres coléoïdes pourrait être en fait être très ancienne et dès lors ceux-ci ne devrait pas être inclus dans ce groupe.

### Classification
- Subclass Coleoidea

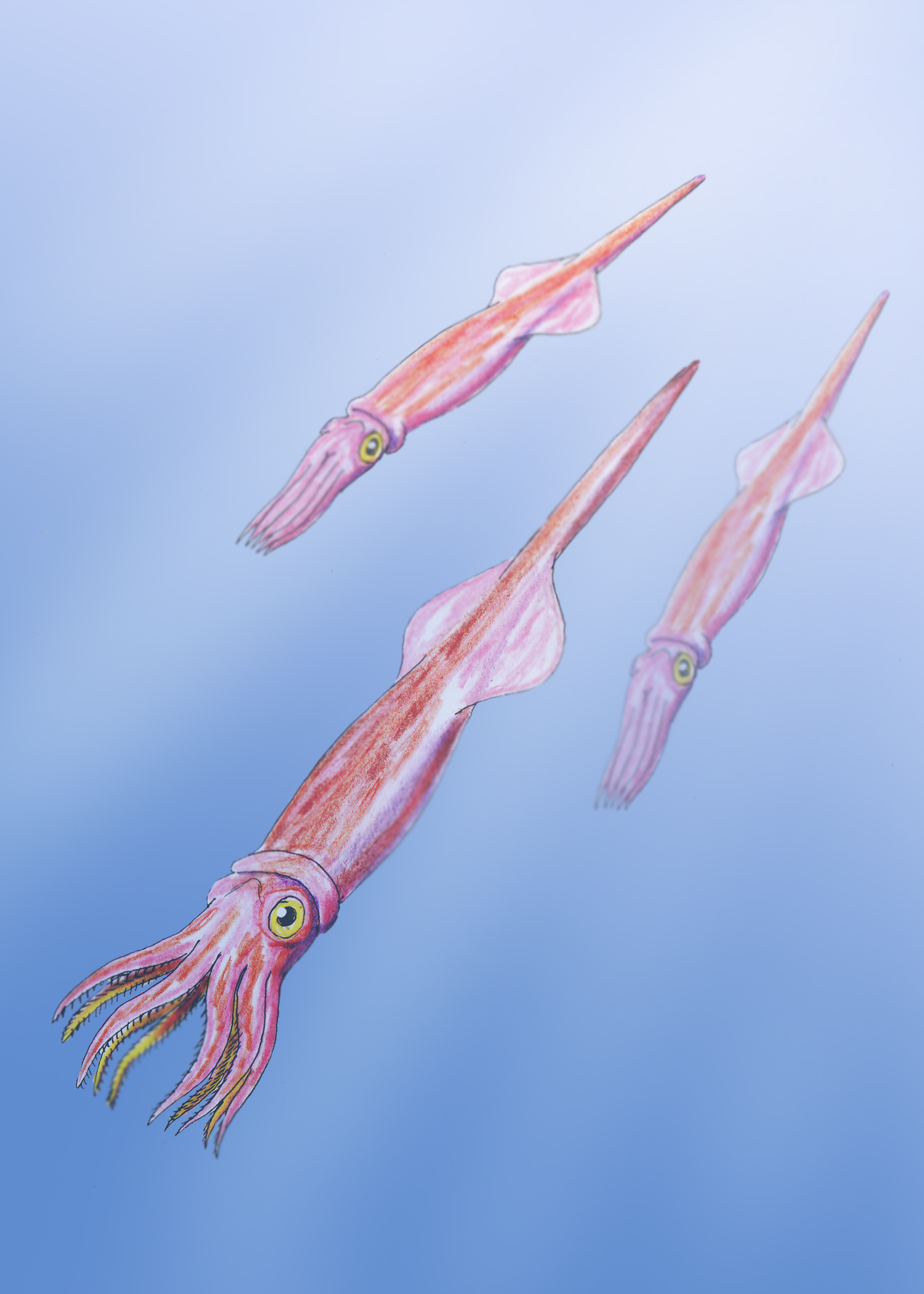
Belemnoïdes, Image d'artiste

  - Division des †Belemnoidea : éteinte
    - Genre †Jeletzkya
    - Ordre des †Hematitida
    - Ordre des †Phragmoteuthida
    - Ordre des †Donovaniconida
    - Ordre des †Aulacocerida
    - Ordre des †Belemnitida

  - Division des Neocoleoidea
    - Super-ordre des Decapodiformes
      - ?Ordre des †Boletzkyida
      - Ordre des Spirulida
      - Ordre des Sepiida
      - Ordre des Sepiolida
      - Ordre des Teuthida

    - Super-ordre des Octopodiformes
      - Ordre des Vampyromorphida
      - Ordre des Octopoda
- (ordre indéterminé)
  - famille des Ostenoteuthidae[4]

Classification dite classique élaborée au début du siècle par synapomorphie
```
Les mollusques

 └─o 
Cephalopoda

   ├─o Les 
Nautiles

   └─o
     ├─o Les 
ammonites
 ressemblant au nautile, aujourd'hui disparues
     └─o Les coléoïdes, espèces à coquilles internes apparus au 
Dévonien

       ├─o Les 
bélemnites
, espèces éteintes à la suite de l'
Extinction Crétacé-Tertiaire

       └─o
         ├─o Les espèces 8 bras au plus, 
Octobrachia
 date de radiation évolutive incertaine, début du 
Crétacé
 ou 
Jurassique

         │ ├─o 
Vampyromorphida
 dont le calmar vampire
         │ └─o Les 
pieuvres
 et autres espèces proches
         └─o Les 
Decabrachia
 à 10 bras
           ├─o 
Spirulida

           └─o
             ├─o 
Sepioida
, les deux ordres de 
seiches

             └─o les 
Teuthida
, les calmars
```

Classification phylogénétique
```
Les mollusques

 └─o 
Cephalopoda

   ├─o Certains nautiles séparés dès le 
Cambrien
, 
Nautiloidea
 est paraphylétique
   └─o Les descendants des autres nautiles, à la suite de l'
explosion
 radiative du 
Dévonien

     ├─o Les 
ammonites

     └─o Les coléoïdes
       ├─o Les 
bélemnites

       └─o
         ├─o
         │ ├─o 
Vampyromorphida
 dont le calmar vampire
         │ └─o Les 
pieuvres
 et autres espèces proches
         └─o Les 
Decabrachia
 à 10 bras
           ├─o 
Spirulida

           └─o
             └─o les 
Teuthida

               ├─o Les seiches et certains calmars dont le Calmar commun
               │ ├─o 
Myopsina
, certains calmars
               │ └─o Les seiches
               └─o Les autres calmars
```

## Les taxons des espèces vivantes
- super-ordre des Decabrachia Boettger, 1952 (ou Decapodiformes) -- décapodes (à dix membres) comme les calmars et seiches
  - ordre des Sepiida Zittel, 1895
  - ordre des Sepiolida Fioroni, 1981
  - ordre des Spirulida Stolley, 1919
  - ordre des Teuthida Naef, 1916
- super-ordre des Octobrachia Fioroni, 1981 (ou Octopodiformes) -- octopodes (à huit membres) comme les poulpes
  - ordre des Octopoda Leach, 1818
  - ordre des Vampyromorphida Pickford, 1939

Selon World Register of Marine Species (23 décembre 2013) :
- super-ordre des Decapodiformes
  - ordre des Myopsida
  - ordre des Oegopsida
  - ordre des Sepiida
  - ordre des Spirulida
- super-ordre des Octopodiformes
  - ordre des Octopoda
  - ordre des Vampyromorpha

## Caractéristiques
Les Coléoïdes ont un corps mou et un squelette interne réduit voire absent.
Ce squelette est en trois parties :
- un phragmocône cloisonné, souvent conique
- entouré d'un épaississement, le rostre, qui permet d'alourdir le phragmocône et améliore ainsi la nage
- le proostracum qui est très peu minéralisé et donc rarement conservé (en lamelles ou en éventail).

Ils sont des nageurs endurants. La coquille qui a régressé en forme de plume ou d'épée est une lamelle chitineuse (plume). Les ventouses sont munies de crochets. Ils vivent et chassent en banc.
On dénombre 22 familles, dans lesquelles se rangent près de 375 espèces.